# SG Dynamo Halle-Neustadt

Logo der SG Dynamo Halle-Neustadt

Die SG Dynamo Halle-Neustadt (zuvor SV Deutsche Volkspolizei Halle und SG Dynamo Halle) war ein Sportverein der Sportvereinigung Dynamo in Halle-Neustadt. Die Sportgemeinschaft hatte ihren Leistungsschwerpunkt im Fechten und im Handball.

## Handball
Die Herrenhandballmannschaft der SG Dynamo Halle-Neustadt beziehungsweise des SV Deutsche Volkspolizei Halle oder der SG Dynamo Halle spielte viele Jahre sowohl im Feldhandball als auch im Hallenhandball erstklassig beispielsweise in der Handball-Oberliga der DDR. Anfang der 1950er Jahre war der Verein ein Spitzenverein im Handballsport der DDR. So konnte die SV Deutsche Volkspolizei Halle zweimal im Hallenhandball (1951 und 1952) und einmal im Feldhandball (1952) den Meistertitel gewinnen. 1953 wurde das Team im Feldhandball Vizemeister. Im Sommer wurde der SV Deutsche Volkspolizei Halle in SG Dynamo Halle umbenannt. Die SG Dynamo Halle konnte zunächst an die Erfolge anschließen und wurde noch zweimal, 1954 und 1955 Vizemeister im Feldhandball.
In den 1960er Jahren wurde die Handballmannschaft immer mehr zu einer Fahrstuhlmannschaft zwischen Erst- und Zweitklassigkeit. 1972/73 wurde die SG Dynamo Halle in SG Dynamo Halle-Neustadt umbenannt. Größter Erfolg der Handballmannschaft als SG Dynamo Halle-Neustadt war der Gewinn des FDGB-Pokals, des Handballpokals der DDR, 1974. In den 1980er Jahren gelang es der SG sich in der Oberliga zu behaupten. 1990 zog sich der Verein aus der Oberliga zurück. Die SG Dynamo wurde aufgelöst.

### Erfolge
- DDR-Meister:
  - im Hallenhandball 1951, 1952 als SV Deutsche Volkspolizei Halle
  - im Feldhandball 1952 als SV Deutsche Volkspolizei Halle
- FDGB-Pokal-Sieg:
  - 1974